# Scala/Select
De Scala, later uitgebreid met de Select, was een bioscoop in de Nederlandse stad Utrecht.
De bioscoop werd in 1912 geopend door de ondernemer annex uitgever Johan de Liefde. In Utrecht was hij onder meer actief met een hotel en dagblad het Utrechtsch Nieuwsblad. Bij zijn hotel opende hij aan de Lange Viestraat de Scala die hij luxueus liet inrichten. Ter promotie liet De Liefde in een oplage van 25.000 stuks wekelijks een bioscoopkrant huis aan huis bezorgen. Vanaf 1930 konden geluidsfilms in de Scala worden vertoond. Rond die tijd werden er Duitse films gedraaid via een exclusief contract met de Duitse filmproducent Ufa. In 1935 telde de bioscoop 493 zitplaatsen.
Later dat jaar is de Scala op een steenworp afstand voortgezet aan de Potterstraat 16. De nieuwe zaal was voorzien van 584 plaatsen waarvan 275 op het balkon. In 1973 is de kantoorruimte op de etage(s) verbouwd voor een tweede bioscoopzaal die Select zou gaan heten. In 1989 bleek tijdens een voorstelling dat in het pand instorting dreigde waarop de Scala en Select direct zijn gesloten. Nadien openden diverse horeca- annex uitgaansgelegenheden in het pand.